# Dumbletoniella eucalypti
Dumbletoniella eucalypti är en insektsart som först beskrevs av Lionel Jack Dumbleton 1956.  Dumbletoniella eucalypti ingår i släktet Dumbletoniella och familjen mjöllöss. Inga underarter finns listade i Catalogue of Life.